# O Fatalista
O Fatalista è un film del 2005 diretto da João Botelho.